# 学校サポーター
学校サポーター（がっこうサポーター）とは、小学校などが、地域に開かれた学校、地域と連携した教育を行うため市民が学校で教育活動を行う人のことである。
学校によってはゲスト・ティーチャーと呼ぶところもあり、学校サポーター制度やゲストティーチャー登録制度などの事業として地域の教育委員会ごとに進められている。これらの取り組みは、文部科学省の教育サポーター制度推進事業として進められている。

## 活動の場
主に小学校の生活科、総合学習などで環境教育や介護教育、情報教育、国際交流などの分野を担当することが多い。
学校は地域に開かれた学校作りを目指しており、このような地域の学校サポーターを受け入れている。